# Брешвиккерсайм
Брешвиккерса́йм, Брейшвиккерсгейм (фр. Breuschwickersheim [/bʁœjʃvikɛʁshajm/]) — коммуна на северо-востоке Франции в регионе Гранд-Эст (бывший Эльзас — Шампань — Арденны — Лотарингия), департамент Нижний Рейн, округ Страсбур, кантон Лингольсайм. До марта 2015 года коммуна административно входила в состав упразднённого кантона Мюндольсайм (округ Страсбур-Кампань).
Площадь коммуны — 5,06 км², население — 1218 человек (2006) с тенденцией к стабилизации: 1274 человека (2013), плотность населения — 251,8 чел/км².

## Население
Население коммуны в 2011 году составляло 1276 человек, в 2012 году — 1281 человек, а в 2013-м — 1274 человека.
| 1962 | 1968 | 1975 | 1982 | 1990 | 1999 | 2006 | 2008 | 2011 | 2012 | 2013 |
| ---- | ---- | ---- | ---- | ---- | ---- | ---- | ---- | ---- | ---- | ---- |
| 547  | 630  | 1103 | 1183 | 1098 | 1090 | 1218 | 1226 | 1276 | 1281 | 1274 |

Динамика населения:

## Экономика
В 2010 году из 774 человек трудоспособного возраста (от 15 до 64 лет) 590 были экономически активными, 184 — неактивными (показатель активности 76,2 %, в 1999 году — 67,6 %). Из 590 активных трудоспособных жителей работали 562 человека (283 мужчины и 279 женщин), 28 числились безработными (17 мужчин и 11 женщин). Среди 184 трудоспособных неактивных граждан 71 были учениками либо студентами, 85 — пенсионерами, а ещё 28 — были неактивны в силу других причин.

## Достопримечательности (фотогалерея)
- Шато
- Протестантская церковь